# Lycaena kochi
Lycaena kochi är en fjärilsart som beskrevs av Embrik Strand 1902. Lycaena kochi ingår i släktet Lycaena och familjen juvelvingar. Inga underarter finns listade i Catalogue of Life.